# カルロス・アダウベルト・ジ・オリヴェイラ・ジュニオール
カルリーニョス（Carlinhos）ことカルロス・アダウベルト・ジ・オリヴェイラ・ジュニオール（ポルトガル語: Carlos Adalberto de Oliveira Júnior、1995年6月16日 - ）は、ブラジルのサッカー選手。ポジションはDF。

## 経歴
2015年にヴィラ・オペラリアCEマリアーノで選手となった後、ブラジル国内の下部クラブを転々とした。
2019年にK3リーグの華城FCに移籍して初の国外リーグ所属となると、翌年の金海市庁FC、帰国してサン・ジョゼECに所属、その後再び華城FCに所属した。
2023年はインテル・ジ・リメイラでカンピオナート・パウリスタを戦った後、ボタフォゴ-SPでカンピオナート・ブラジレイロ・セリエBを戦った。
2023年12月28日にJリーグの藤枝MYFCに移籍した。2024年5月12日のJ2リーグ・ブラウブリッツ秋田戦でウエンデルとの交代で途中出場し、移籍後初出場を記録。2024年シーズンはJ2リーグ8試合の出場に留まり、11月21日に同年シーズン限りで契約満了に伴い退団する旨が発表された。
2024年12月3日、ECノロエスチがカルリーニョスの加入を発表。2025年2月20日には藤枝MYFCからも移籍先決定のお知らせのニュースリリースが発信された。

## 個人成績
| 国内大会個人成績 | 国内大会個人成績 | 国内大会個人成績 | 国内大会個人成績 | 国内大会個人成績 | 国内大会個人成績 | 国内大会個人成績 | 国内大会個人成績 | 国内大会個人成績 | 国内大会個人成績 | 国内大会個人成績 | 国内大会個人成績 |
| 年度             | クラブ           | 背番号           | リーグ           | リーグ戦         | リーグ戦         | リーグ杯         | リーグ杯         | オープン杯       | オープン杯       | 期間通算         | 期間通算         |
| 年度             | クラブ           | 背番号           | リーグ           | 出場             | 得点             | 出場             | 得点             | 出場             | 得点             | 出場             | 得点             |
| 日本             | 日本             | 日本             | 日本             | リーグ戦         | リーグ戦         | リーグ杯         | リーグ杯         | 天皇杯           | 天皇杯           | 期間通算         | 期間通算         |
| ---------------- | ---------------- | ---------------- | ---------------- | ---------------- | ---------------- | ---------------- | ---------------- | ---------------- | ---------------- | ---------------- | ---------------- |
| 2024             | 藤枝             | 29               | J2               | 8                | 0                | 0                | 0                | 2                | 0                | 10               | 0                |
| 通算             | 日本             | 日本             | J2               | 8                | 0                | 0                | 0                | 2                | 0                | 10               | 0                |
| 総通算           | 総通算           | 総通算           | 総通算           | 8                | 0                | 0                | 0                | 2                | 0                | 10               | 0                |

出場歴
- Jリーグ初出場 - 2024年5月12日 J2第15節 ブラウブリッツ秋田戦 (藤枝総合運動公園サッカー場)